# Napisy na kościach wróżebnych

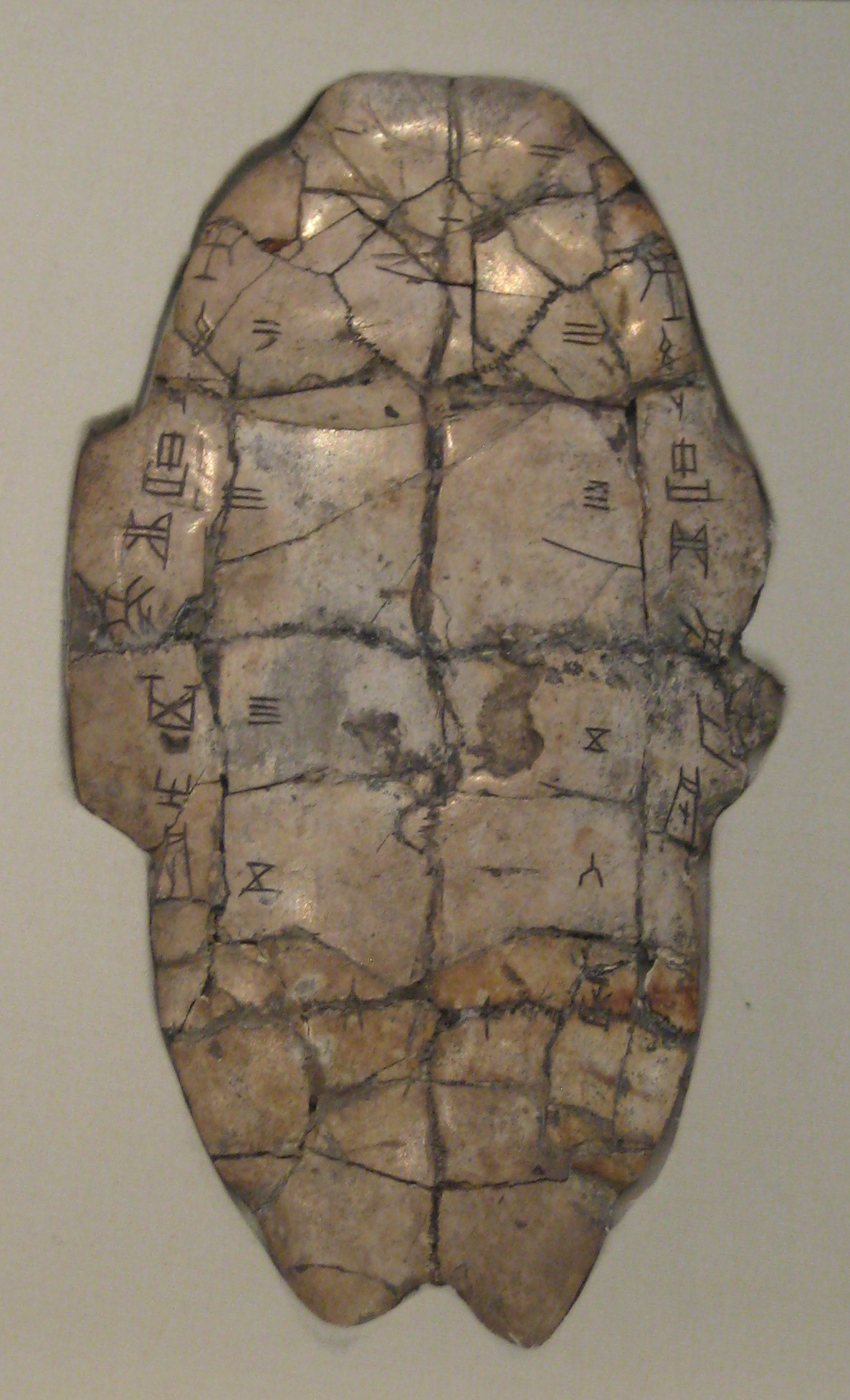
Napis wróżebny na plastronie żółwia.

Napisy na kościach wróżebnych – najstarsza zachowana forma pisma chińskiego (jeśli nie liczyć wcześniejszych pojedynczych znalezisk). Są to inskrypcje, które ryto na skorupach żółwi (甲) i kościach zwierzęcych (骨) podczas procesu wróżenia w czasach dynastii Shang. Od nich wywodzą się napisy na brązach.
Jiaguwen to pismo zaawansowane, w dużej mierze ideograficzne. Nie istniała jedna, ustalona norma pisowni: niektóre znaki są używane w kilku funkcjach, bywa również, że mają po kilka form (różniących się wielkością, stopniem złożoności, liczbą i kształtem kresek itp.); teksty, zapisywane w kolumnach pionowych, czasem pisano od lewej do prawej, a czasem odwrotnie.
Uważa się, że jego ewolucja musiała trwać wcześniej przynajmniej kilkaset lat. Napisy mają charakter wróżebny lub wotywny. Ich słownictwo jest ograniczone.
Napisy zostały odkryte w 1899 r. podczas wykopalisk w pobliżu Anyangu. Do dziś archeolodzy wykopali w Chinach ok. 100 tys. fragmentów kości wróżebnych z lat 1240-1041 p.n.e., które według szacunków stanowią 5-10 proc. wszystkich kości użytych w tym okresie. Zidentyfikowano na nich 3 tys. znaków, przy czym udało się określić znaczenie ok. połowy. Inne źródła mówią o 1500 tys. wykopanych kości, 4,5 tys. zidentyfikowanych i ok. 900 odczytanych znaków.
W 2017 roku napisy na kościach wróżebnych wpisano na listę UNESCO Pamięć Świata.

## Wróżenie
Przed rozpoczęciem rytuału ryto na tarczy brzusznej żółwia lub łopatce wołu miejsce jej pochodzenia, kto ją dostarczył oraz imię człowieka, który materiał przygotował do wróżenia. Na początku inskrypcji zapisywano datę oraz imię wróżbity.
Tekst główny był pytaniem do wyroczni. Po chińsku nazywa się go "命辭" (mingci) czyli "słowa rozkazu" lub "słowa przeznaczenia". Pytanie miało zwykle charakterystyczną - także dla współczesnej chińszczyzny - formę twierdzenia-zaprzeczenia, np. będzie deszcz - nie będzie deszczu.
Materiał następnie nawiercano i przyżegano rozgrzanym prętem. Z układu pęknięć odczytywano wróżbę. Jeśli była pomyślna, oznaczano ją znakiem "吉" (jí), "pomyślny". Czasami dodawano również weryfikację (驗辭, yanci) - stwierdzenie, czy wróżba się sprawdziła. Interpretacją wróżby zajmował się zawsze sam władca. Wróżenie w tej epoce było niemal codzienną czynnością w życiu dworu.
Znaki na kościach czasami barwiono, tak jakby zapis był dla kogoś adresowany. Większość kości wykopano jednak z dołów na śmieci, a Sima Qian potwierdza, że po wróżbie kości wyrzucano (choć twierdzi też, że w późniejszych czasach zwyczaje się zmieniły i wykorzystane materiały do wróżb starannie przechowywano).

## Inne użycie chińskiej nazwy
甲骨文公司 (Jiaguwen Gongsi) to chińska nazwa  firmy Oracle Corporation. Nazwa odwołuje się do faktu, iż wróżenie przy pomocy kości w starożytnych Chinach pełniło taką rolę, jak odwoływanie się do wyroczni (ang. oracle) m.in. w starożytnej Grecji.